# Groefsnaveltoekan
De groefsnaveltoekan (Ramphastos vitellinus) is een vogel uit de familie Ramphastidae (toekans).

## Leefwijze
Deze vogel drinkt water uit tropische planten of houd zijn bek wijd open als het regent.

## Verspreiding en leefgebied
Deze soort komt voor in het Amazonebekken en oostelijk en zuidoostelijk Brazilië en telt drie ondersoorten:
- R. v. culminatus: van westelijk Venezuela tot noordelijk Bolivia.
- R. v. vitellinus: Venezuela, de Guiana's en noordelijk Brazilië ten noorden van de Amazonerivier en Trinidad.
- R. v. ariel: centraal en oostelijk Brazilië bezuiden de Amazonerivier.

## Status
De grootte van de populatie is niet gekwantificeerd maar in  Suriname en Frans Guyana is de soort zeer algemeen. Wel nemen de populatie-aantallen waarschijnlijk af door habitatverlies en jacht. Het leefgebied wordt aangetast door ontbossing waarbij natuurlijk bos wordt omgezet in gebied voor agrarisch gebruik en het overgebleven bos gemakkelijker toegankelijk wordt voor jagers. Omdat het geschatte tempo van achteruitgang kleiner is dan 30% binnen drie generaties staat deze soort als niet bedreigd op de Rode Lijst van de IUCN.